# Gabriel z Hjuli
Gabriel z Hjuli - duchowny katolicki kościoła maronickiego, w latach 1357–1367 42. patriarcha tego kościoła - "maronicki patriarcha Antiochii i całego Wschodu".